# (1425) Tuorla
(1425) Tuorla – planetoida z pasa głównego asteroid okrążająca Słońce w ciągu 4 lat i 81 dni w średniej odległości 2,61 au. Została odkryta 3 kwietnia 1937 roku w Obserwatorium Iso-Heikkilä w Turku przez Kustę Inkeriego. Nazwa planetoidy pochodzi od Tuorla Observatory znajdującego się w pobliżu Turku. Przed nadaniem nazwy planetoida nosiła oznaczenie tymczasowe (1425) 1937 GB.